# Sandbanks Provincial Park (park i Kanada, Newfoundland och Labrador)
Sandbanks Provincial Park är en park i Kanada.   Den ligger i provinsen Newfoundland och Labrador, i den östra delen av landet, 1 400 km öster om huvudstaden Ottawa. Sandbanks Provincial Park ligger 19 meter över havet.
Terrängen runt Sandbanks Provincial Park är lite kuperad. Havet är nära Sandbanks Provincial Park söderut. Trakten är glest befolkad. Närmaste större samhälle är Burgeo, 2,2 km nordost om Sandbanks Provincial Park. 